# Omelmont
Omelmont est une commune française située dans le département de Meurthe-et-Moselle, en région Grand Est.

## Géographie
| Houdreville |                | Clérey-sur-Brenon       |
|             | Omelmont       | Gerbécourt-et-Haplemont |
| Vézelise    | Quevilloncourt | Tantonville             |

### Hydrographie
La commune est dans le bassin versant du Rhin au sein du bassin Rhin-Meuse. Elle est drainée par le ruisseau de la Croix Rouge et le ruisseau de la Vermillere,.

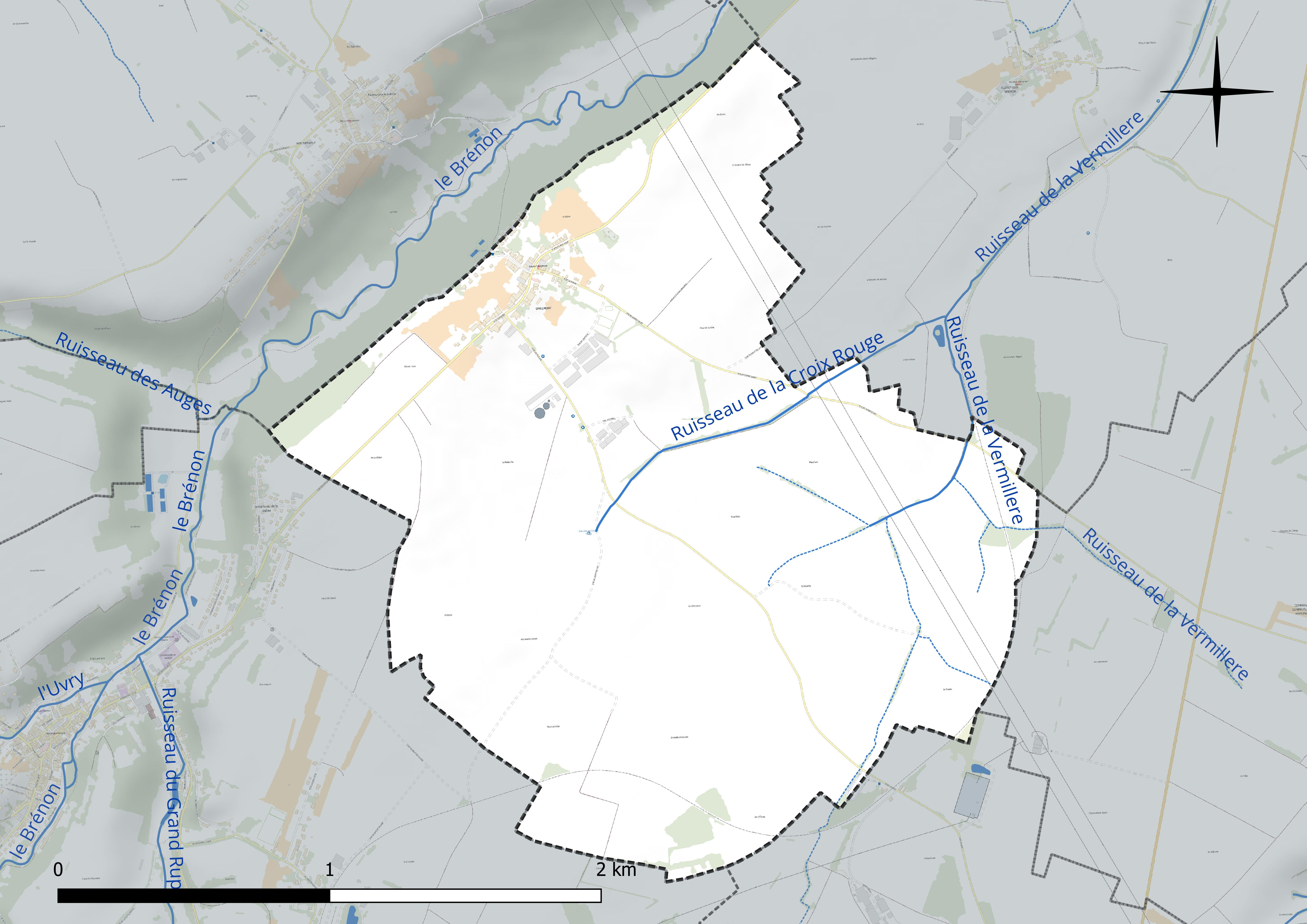
Réseau hydrographique d'Omelmont.

### Climat
Pour des articles plus généraux, voir Climat du Grand Est et Climat de Meurthe-et-Moselle.
En 2010, le climat de la commune est de type climat des marges montargnardes, selon une étude du Centre national de la recherche scientifique s'appuyant sur une série de données couvrant la période 1971-2000. En 2020, Météo-France publie une typologie des climats de la France métropolitaine dans laquelle la commune est exposée à un climat semi-continental et est dans la région climatique  Lorraine, plateau de Langres, Morvan, caractérisée par un hiver rude (1,5 °C), des vents modérés et des brouillards fréquents en automne et hiver. 
Pour la période 1971-2000, la température annuelle moyenne est de 9,5 °C, avec une amplitude thermique annuelle de 17 °C. Le cumul annuel moyen de précipitations est de 865 mm, avec 12,2 jours de précipitations en janvier et 9,4 jours en juillet. Pour la période 1991-2020, la température moyenne annuelle observée sur la station météorologique de Météo-France la plus proche, « Nancy-Ochey », sur la commune d'Ochey à 15 km à vol d'oiseau, est de 10,5 °C et le cumul annuel moyen de précipitations est de 810,4 mm. 
La température maximale relevée sur cette station est de 39,6 °C, atteinte le 25 juillet 2019 ; la température minimale est de −19,1 °C, atteinte le 12 janvier 1987,,. 
Les paramètres climatiques de la commune ont été estimés pour le milieu du siècle (2041-2070) selon différents scénarios d'émission de gaz à effet de serre à partir des nouvelles projections climatiques de référence DRIAS-2020. Ils sont consultables sur un site dédié publié par Météo-France en novembre 2022.

## Urbanisme

### Typologie
Au 1er janvier 2024, Omelmont est catégorisée commune rurale à habitat dispersé, selon la nouvelle grille communale de densité à sept niveaux définie par l'Insee en 2022.
Elle est située hors unité urbaine. Par ailleurs la commune fait partie de l'aire d'attraction de Nancy, dont elle est une commune de la couronne,. Cette aire, qui regroupe 353 communes, est catégorisée dans les aires de 200 000 à moins de 700 000 habitants,.

### Occupation des sols
L'occupation des sols de la commune, telle qu'elle ressort de la base de données européenne d’occupation biophysique des sols Corine Land Cover (CLC), est marquée par l'importance des territoires agricoles (97,9 % en 2018), une proportion identique à celle de 1990 (97,9 %). La répartition détaillée en 2018 est la suivante : 
terres arables (80,1 %), prairies (12,2 %), zones agricoles hétérogènes (5,6 %), forêts (2,1 %). L'évolution de l’occupation des sols de la commune et de ses infrastructures peut être observée sur les différentes représentations cartographiques du territoire : la carte de Cassini (XVIIIe siècle), la carte d'état-major (1820-1866) et les cartes ou photos aériennes de l'IGN pour la période actuelle (1950 à aujourd'hui).

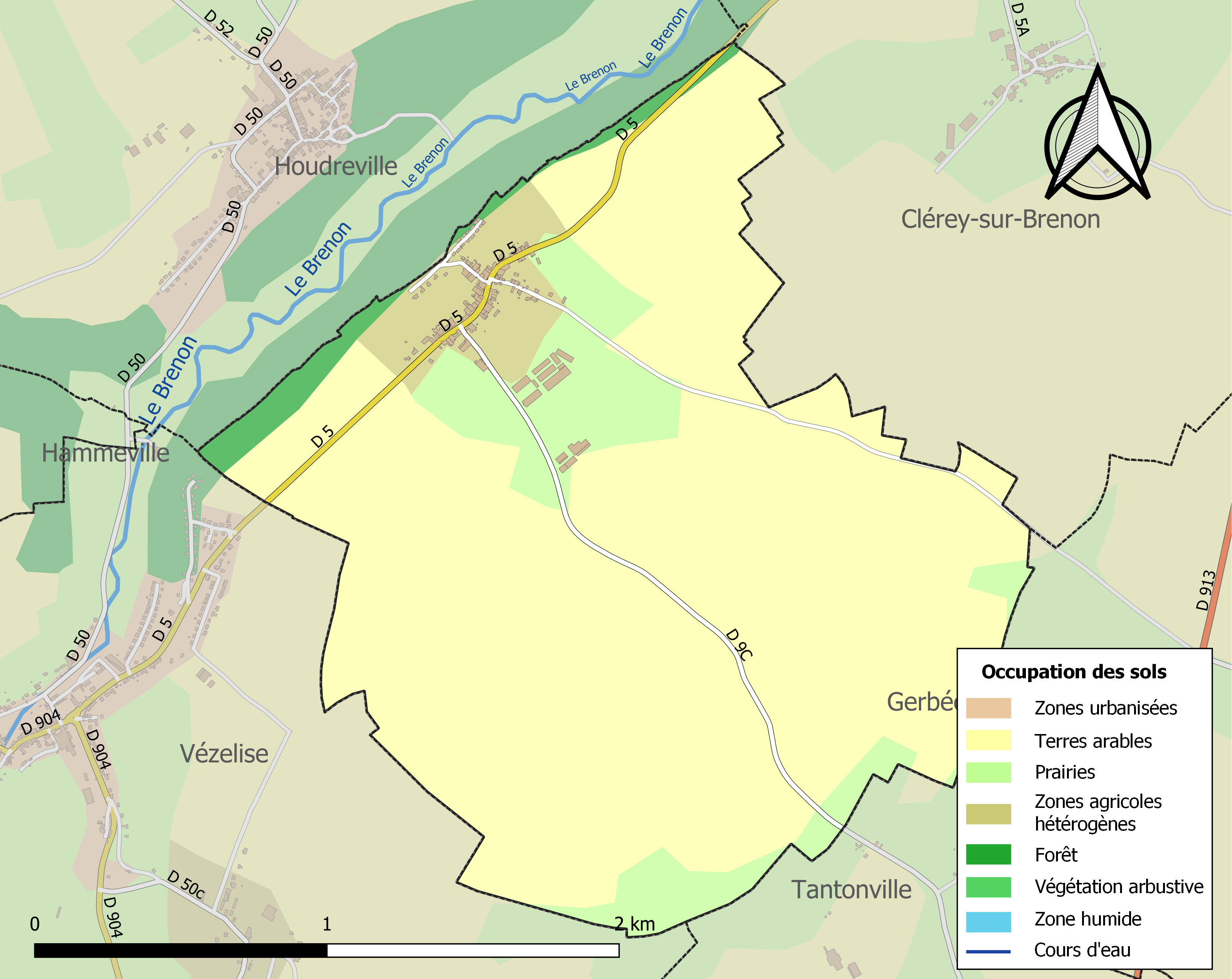
Carte des infrastructures et de l'occupation des sols de la commune en 2018 (CLC).

## Toponymie
Le nom de la localité est attesté sous les formes Homemont (1387) ; Umelmont (1402) ; Omemont (1408).

## Histoire
- Présence gallo-romaine.
- Le fief d'Omelmont relevait du comté de Vaudémont. Par lettres-patentes du duc Stanislas Leszczynski, du 17 janvier 1763, les terres d'Omelmont sont rattachées au marquisat de Tantonville appartenant à la famille d'Ourches[15].

## Politique et administration
| Période                                  | Période                   | Identité                                       | Étiquette | Qualité                                         |
| ---------------------------------------- | ------------------------- | ---------------------------------------------- | --------- | ----------------------------------------------- |
| Les données manquantes sont à compléter. |                           |                                                |           |                                                 |
| mars 2001                                | 2014                      | Jean-Pierre Steff                              |           |                                                 |
| mars 2014                                | En cours (au 26 mai 2020) | Michel Henrion, Réélu pour le mandat 2020-2026 |           | Ancien artisan, commerçant ou chef d'entreprise |

## Population et société

### Démographie
L'évolution du nombre d'habitants est connue à travers les recensements de la population effectués dans la commune depuis 1793. Pour les communes de moins de 10 000 habitants, une enquête de recensement portant sur toute la population est réalisée tous les cinq ans, les populations de référence des années intermédiaires étant quant à elles estimées par interpolation ou extrapolation. Pour la commune, le premier recensement exhaustif entrant dans le cadre du nouveau dispositif a été réalisé en 2006.

En 2022, la commune comptait 193 habitants, en évolution de +3,21 % par rapport à 2016 (Meurthe-et-Moselle : −0,13 %, France hors Mayotte : +2,11 %).
| 1793 | 1800 | 1806 | 1821 | 1831 | 1836 | 1841 | 1846 | 1851 |
| ---- | ---- | ---- | ---- | ---- | ---- | ---- | ---- | ---- |
| 157  | 145  | 222  | 195  | 174  | 194  | 201  | 202  | 214  |

| 1856 | 1861 | 1872 | 1876 | 1881 | 1886 | 1891 | 1896 | 1901 |
| ---- | ---- | ---- | ---- | ---- | ---- | ---- | ---- | ---- |
| 196  | 213  | 218  | 207  | 191  | 214  | 199  | 201  | 186  |

| 1906 | 1911 | 1921 | 1926 | 1931 | 1936 | 1946 | 1954 | 1962 |
| ---- | ---- | ---- | ---- | ---- | ---- | ---- | ---- | ---- |
| 173  | 185  | 158  | 129  | 127  | 111  | 102  | 128  | 141  |

| 1968 | 1975 | 1982 | 1990 | 1999 | 2006 | 2011 | 2016 | 2021 |
| ---- | ---- | ---- | ---- | ---- | ---- | ---- | ---- | ---- |
| 139  | 129  | 145  | 183  | 168  | 155  | 176  | 187  | 191  |

| 2022 | - | - | - | - | - | - | - | - |
| ---- | - | - | - | - | - | - | - | - |
| 193  | - | - | - | - | - | - | - | - |

## Culture locale et patrimoine

### Lieux et monuments

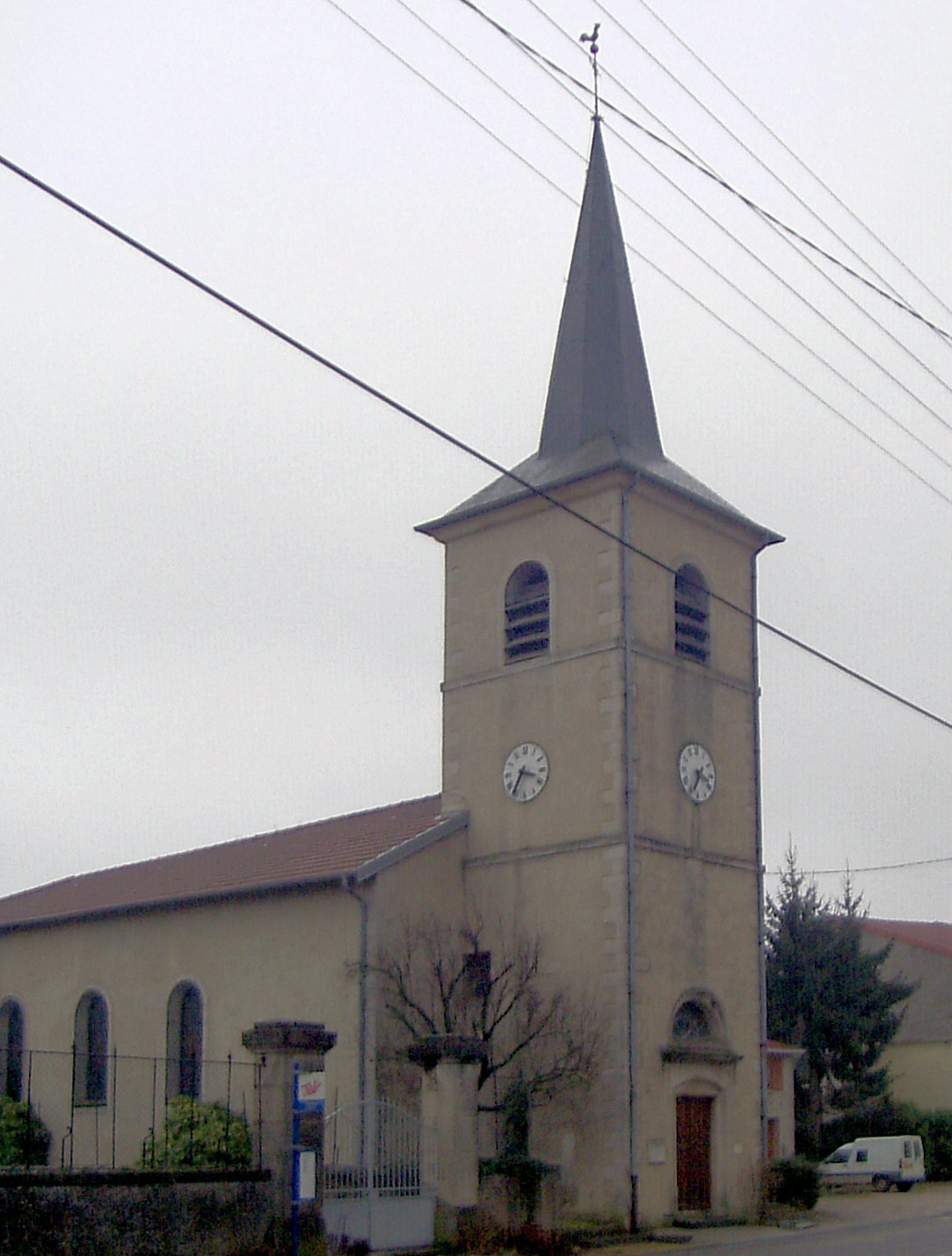
Église Saint-Joseph-et-Saint-Claude.

- Moulin à huile. Il s’agit d’une reconstitution. Le moulin possède un rouleau meule de 300 kg qui mesure 1,50 m de diamètre. Il fonctionne avec un arbre vertical, une roue dentée actionnée par des chevaux pour l’extraction d’huile d’arachide, colza ou pavot. Son état incomplet ne lui permet pas de fonctionner.
- Église paroissiale Saint-Joseph-et-Saint-Claude construite par l'architecte François Lamorre, aux frais de Joseph Machard et Joseph Huin, paroissiens d'Omelmont, en remplacement d'une chapelle construite en 1667, et tombée de vétusté. L'église fut consacrée le 23 décembre 1771. En 1852, elle subit de gros travaux : reconstruction du chœur et agrandissement de la nef ; enfin, le clocher fut reconstruit en 1923. Toile de La Cène, don de Napoléon III, œuvre de Thérèse Carrié (1855), copie de Philippe de Champaigne.

### Héraldique
| Blason de Omelmont | Blason  | De gueules à la tour d'argent maçonnées de sable, posée sur une terrasse de sinople, accostée de deux gerbes de blé d'or. |
| Blason de Omelmont | Détails | Le statut officiel du blason reste à déterminer.                                                                          |